# جنيه إسرائيلي
الجنيه الإسرائيلي أو الليرة الإسرائيلية (بالعبرية: לירה ישראלית) ويختصر (ל"י)، هو العملة الرسمية الأولى لدولة إسرائيل تم التداول به بين الأعوام (1952–1980). كان قبله الجنيه الفلسطيني (1927–1952) الذي تم التداول به أثناء الانتداب البريطاني على فلسطين وبعد قيام دولة إسرائيل حتى عام 1952. كان يصدر الجنيه الإسرائيلي كعملة ورقية من قبل بنك لئومي حتى عام 1954 والذي كان مملوك حينها للوكالة اليهودية. في عام 1954 تأسس بنك إسرائيل فانتقل إصدار الجنيه الإسرائيلي إليه. وفي عام 1980 توقف إصداره وتم استبداله بالشيكل.

## الفئات الورقية

### طبعة بنك لئومي (1952)
| القيمة              | القياس    | اللون        | الصورة | تاريخ الإصدار | تاريخ الإلغاء  |
| ------------------- | --------- | ------------ | ------ | ------------- | -------------- |
| 500 بروطة           | 148X72 مم | أخضر - أزرق  |        | 9 يونيو، 1952 | 7 فبراير، 1961 |
| 1 جنيه إسرائيلي     | 150X75 مم | أخضر - زهري  |        | 9 يونيو، 1952 | 7 فبراير، 1961 |
| 5 جنيهات إسرائيلية  | 155X80 مم | بني - أحمر   |        | 9 يونيو، 1952 | 7 فبراير، 1961 |
| 10 جنيهات إسرائيلية | 155X80 مم | رمادي - زهري |        | 9 يونيو، 1952 | 7 فبراير، 1961 |
| 50 جنيه إسرائيلي    | 160X85 مم | بني - أخضر   |        | 9 يونيو، 1952 | 7 فبراير، 1961 |

### الطبعة الأولى (1955)
| القيمة              | القياس    | اللون | الجهة الأمامية             | الجهة الخلفية | الصورة | تاريخ الإصدار   | تاريخ الإلغاء |
| ------------------- | --------- | ----- | -------------------------- | ------------- | ------ | --------------- | ------------- |
| 500 بورطة           | 130X72 مم | أحمر  | كنيس برعم                  | لوحة تجريدية  |        | 4 أغسطس، 1955   | 31 مارس، 1984 |
| 1 جنيه إسرائيلي     | 135X72 مم | أزرق  | مشهد من الجليل الأعلى      | لوحة تجريدية  |        | 27 أكتوبر، 1955 | 31 مارس، 1984 |
| 5 جنيهات إسرائيلية  | 140X78 مم | بني   | منظر من النقب، وآلة زراعية | لوحة تجريدية  |        | 27 أكتوبر، 1955 | 31 مارس، 1984 |
| 10 جنيهات إسرائيلية | 150X82 مم | أخضر  | منظر لواد وحقول مزروعة     | لوحة تجريدية  |        | 4 أغسطس، 1955   | 31 مارس، 1984 |
| 50 جنيه إسرائيلي    | 160X87 مم | أزرق  | الطريق إلى القدس           | لوحة تجريدية  |        | 19 سبتمبر، 1957 | 31 مارس، 1984 |

### الطبعة الثانية (1959)
| القيمة              | القياس    | اللون  | الجهة الأمامية                                                                    | الجهة الخلفية                                   | الصورة | تاريخ الإصدار   | تاريخ الإلغاء |
| ------------------- | --------- | ------ | --------------------------------------------------------------------------------- | ----------------------------------------------- | ------ | --------------- | ------------- |
| نصف جنيه إسرائيلي   | 130X70 مم | أخضر   | شابة ملتحقة بمنظمة الشباب الطلائعي المحارب (ناحال) تحمل سلة برتقال وبالخلفية حقول | مقابر السنهدرين                                 |        | 15 أكتوبر، 1959 | 31 مارس، 1984 |
| 1 جنيه إسرائيلي     | 135X75 مم | أزرق   | صيد السمك ومعدات الصيد على خلفية خليج                                             | فسيفساء كنيس عسفيا                              |        | 15 أكتوبر، 1959 | 31 مارس، 1984 |
| 5 جنيهات إسرائيلية  | 140X78 مم | بني    | عامل يحمل مطرقة على خلفية مصنع                                                    | ختم أسد يزأر، الذي يقع في تل مجدو               |        | 15 أكتوبر، 1959 | 31 مارس، 1984 |
| 10 جنيهات إسرائيلية | 150X82 مم | بنفسجي | باحث في مختبر                                                                     | جزء من مخطوطة سفر إشعياء من مخطوطات البحر الميت |        | 15 أكتوبر، 1959 | 31 مارس، 1984 |
| 50 جنيه إسرائيلي    | 178X93 مم | بني    | رواد على خلفية مستوطنة زراعية في النقب                                            | مينوراه كنيس نيريم                              |        | 9 ديسمبر، 1960  | 31 مارس، 1984 |

### الطبعة الثالثة (1970)
| القيمة              | القياس    | اللون                   | الجهة الأمامية      | الجهة الخلفية                    | الصورة | تاريخ الإصدار   | تاريخ الإلغاء |
| ------------------- | --------- | ----------------------- | ------------------- | -------------------------------- | ------ | --------------- | ------------- |
| 5 جنيهات إسرائيلية  | 150X75 مم | أزرق                    | ألبرت أينشتاين      | مركز سوريك للبحوث النووية        |        | 13 يناير، 1972  | 31 مارس، 1984 |
| 10 جنيهات إسرائيلية | 160X82 مم | أصفر - عاجي             | حاييم ناحمان بياليك | بيت بياليك                       |        | 6 أغسطس، 1970   | 31 مارس، 1984 |
| 50 جنيه إسرائيلي    | 170X84 مم | بني - مائل إلى الإحمرار | حاييم وايزمان       | الكنيست                          |        | 13 يناير، 1972  | 31 مارس، 1984 |
| 100 جنيه إسرائيلي   | 180X90 مم | أزرق                    | بنيامين زئيف هرتزل  | شعار الدولة ويحيط به بنو إسرائيل |        | 27 فبراير، 1969 | 31 مارس، 1984 |

### الطبعة الرابعة (1975)
| القيمة              | القياس    | اللون     | الجهة الأمامية                              | الجهة الخلفية  | الصورة | تاريخ الإصدار  | تاريخ الإلغاء |
| ------------------- | --------- | --------- | ------------------------------------------- | -------------- | ------ | -------------- | ------------- |
| 5 جنيهات إسرائيلية  | 128X76 مم | بني       | هنريتا زولد ومركز هداسا الطبي               | باب الأسباط    |        | 11 مارس، 1976  | 31 مارس، 1984 |
| 10 جنيهات إسرائيلية | 135X76 مم | بنفسجي    | موسى مونتيفيوري وحي مشكنوت شأنانيم في القدس | باب الخليل     |        | 30 يناير، 1975 | 31 مارس، 1984 |
| 50 جنيه إسرائيلي    | 141X76 مم | أخضر      | حاييم وايزمان ومكتبة معهد وايزمان للعلوم    | باب العامود    |        | 26 يناير، 1978 | 31 مارس، 1984 |
| 100 جنيه إسرائيلي   | 147X71 مم | أزرق      | تيودور هرتزل وبوابة الدخول لجبل هرتزل       | باب النبي داود |        | 14 مارس، 1975  | 31 مارس، 1984 |
| 500 جنيه إسرائيلي   | 153X76 مم | عاجي وبني | دافيد بن غوريون ومكتبة كيبوتس سديه بوكير    | باب الرحمة     |        | 26 مايو، 1977  | 31 مارس، 1984 |